# Путинцев, Иван Матвеевич
Иван Матвеевич Путинцев (1925—2003) — советский и российский художник-таксидермист Дальнего Востока, Сибири и Тувы, анималист, реставратор.

## Биография
Путинцев Иван Матвеевич родился 16 января 1925 года в с. Солба Ермаковского района Красноярского края в семье охотника. С 1946 года жил и работал в Туве. Большой любитель, знаток природы и животного мира, он в молодости увлекся таксидермией. Самостоятельно освоив эту редкую профессию, стал признанным мастером своего дела.

## Деятельность
В 1954 году он впервые предоставил свои изготовленные чучела в Тувинский краеведческий музей имени Алдан-Маадыр, сотрудничество с которым продолжалось до последних дней его жизни. Он вместе с известными художниками Тувы (М. Речкин, С. Ланзы, С. Саая) оформил все диорамы отдела природы в старом здании по ул. Ленина, 7. Им изготовлены уникальные чучела, хранящиеся в фондах. Благодаря искусству И. М. Путинцева, в музее можно увидеть редких представителей фауны Тувы. Побывав почти во всех районах Тувы, Иван Матвеевич сумел анимировать все разнообразие ее животного мира: снежного барса, дзерена, горного барана, диких оленей, кабаргу, бурого медведя, крупных копытных, хорька-перевязку, монгольского сурка, росомаху. Чучела, сделанные его руками, украшают музеи Завханского, Убса-Нурского аймаков Монголии, Дудинки, Улан-Удэ, Минусинска, Абакана. Когда он работал в Красноярске, то путешествовал до самого Ледовитого океана, собрав огромное количество птиц, причем большая часть — неизвестные ранее виды. Только чучел из тех походов он привез более 250. Ученые Красноярска были настолько благодарны, что посвятили целую статью в своем научном сборнике его вкладу в развитие музейного дела края. Но больше всего он успел сделать в Туве. Кабинеты биологии во многих школах республики хранят его дары. А в самом музее находятся 960 его экспонатов. И. М. Путинцев проявил себя и как прекрасный реставратор, давший «вторую жизнь» многие птицам и животным. Об этом человеке много писали на страницах газет «Аргументы и факты»(№ 29, 1990), «Труд» (15.08.72), «Красноярский рабочий» (06.03.69), «Хакасия» (08.10.99), «Красная Шория» (16.02.91), «Тувинская правда», «Центр Азии» (№ 20, 1998).Об неординарных работах И. М. Путинцева упоминается в научных каталогах по орнитологии и животным ведущих музеев Сибири. За последние пять лет после переезда в новое здание, таксидермические работы И. М. нашли более полное отражение в созданных постоянных экспозициях. Это «Тыва — жемчужина Центра Азии» (зал № 1, 2 этаж) с показом высокогорных экосистем Тувы. Другая экспозиция «Тайга : в единстве природой» (зал № 7, 2 этаж) раскрывает разнообразие птиц и животных, обитающих в таежной и лесостепной зонах.
И. М. Путинцева не стало 7 октября 2003 года.

## Награда
- В 1997 году по итогам соцопроса в номинации «Наука» читателей газеты «Центр Азии» Республиканского конкурса «Человек года-97», И. М. Путинцев был удостоен Диплома читательских симпатий.
- знак Министерства культуры СССР «За отличную работу»
- «Заслуженный работник культуры Республики Тыва»
- Почетная грамота Президиума Верховного Совета Тувинской АССР
- Почетная грамота Министерства культуры РТ
- Почетная грамота Тувинского республиканского краеведческого музея имени Алдан-Маадыр
- Почетная грамота Завханского и Убсунурского аймаков МНР